# Campeonato Europeo de Rugby League 1977
El Campeonato Europeo de Rugby League de 1977 fue la decimoctava edición del principal torneo europeo de Rugby League.

## Equipos
- Francia
- Gales
- Inglaterra

## Posiciones
| Equipo     | Encuentros | Encuentros | Encuentros | Encuentros | Tantos  | Tantos    | Tantos     | Puntos |
| Equipo     | jugados    | ganados    | empatados  | perdidos   | a favor | en contra | diferencia | Puntos |
| ---------- | ---------- | ---------- | ---------- | ---------- | ------- | --------- | ---------- | ------ |
| Francia    | 2          | 2          | 0          | 0          | 41      | 17        | +24        | 4      |
| Gales      | 2          | 1          | 0          | 1          | 8       | 15        | -7         | 2      |
| Inglaterra | 2          | 0          | 0          | 2          | 17      | 34        | -17        | 0      |

Nota: Se otorgan 2 puntos al equipo que gane un partido, 1 al que empate y 0 al que pierda.
|  | Campeón |

## Resultados
| 29 de enero | Inglaterra | 2 - 6 | Gales |  |  |

| 20 de febrero | Francia | 13 - 2 | Gales |  |  |

| 20 de marzo | Francia | 28 - 15 | Inglaterra |  |  |

| Bandera de Francia |
| Campeón Francia    |
| Quinto título      |